# Рапа де Жос (Муреш)
Рапа де Жос (рум. Râpa de Jos) насеље је у Румунији у округу Муреш у општини Ватава. Oпштина се налази на надморској висини од 531 m.

## Историја
Према државном шематизму православног клира Угарске 1846. године у "Репи" је 144 православних породица. Месни парох је поп Јован Поповић.

## Становништво
Према подацима из 2002. године у насељу је живело 541 становника, од којих су сви румунске националности.